# Тернівська волость (Лебединський повіт)
Тернівська волость — адміністративно-територіальна одиниця Лебединського повіту Харківської губернії.

Найбільше поселення волості станом на 1914 рік:
- село Терни — 8478 мешканців.

Старшиної волості був Будко Дмитро Овсійович, волосним писарем — Яровий Дес. Митрофанович, головою волосного суду — Латоша Петро Васильович.